# Serdtse mira
Serdtse mira (russisk: Сердце мира) er en russisk-litauisk spillefilm fra 2018 af Natalija Mesjjaninova.

## Medvirkende
- Stepan Devonin som Jegor
- Dmitriy Podnozov som Nikolaj Ivanovitj
- Yana Sekste som Dasja
- Ekaterina Vasiljeva
- Viktor Ovodkov som Vanja